# ASG Anklam
Die ASG Anklam war ein kurzlebiger Sportverein im Deutschen Reich mit Sitz in Anklam im heutigen Landkreis Vorpommern-Greifswald.

## Geschichte
Zur Saison 1944/45 wurden alle Vereine, die noch am Spielbetrieb teilnehmen konnten, in die Gauliga Pommern eingeteilt und dort in sogenannte Sportkreisgruppen eingegliedert. Die Staffel West in der Gruppe Greifswald des Abschnitt West wurde der ASG zugeteilt. Der Spielbetrieb wurde wieder abgebrochen, so dass es zu keinem Spiel in der Staffel kam. Spätestens am Ende des Zweiten Weltkriegs wurde der Verein dann auch aufgelöst.